# Rémy Cardinale
Rémy Cardinale (ca. 1975) is een Frans pianist en pianofortist.

## Levensloop
Cardinale studeerde aan de Conservatoire national supérieur de musique de Paris (cnsmdp) bij docenten als Ventislav Yankoff, Pascal Devoyon, Christian Ivaldi en Ami Flamer. Hij behaalde er een Eerste prijs piano en een Eerste prijs kamermuziek.
Hij volmaakte zich in kamermuziek met het trio Pantoum en bereidde zich voor op deelname aan internationale wedstrijden bij Jean-Claude Pennetier. Hij nam deel aan meestercursussen door Paul Badoura-Skoda, Gyorgy Sebök, Léon Fleischer, Charles Rosen, Véronika Hagen en Valentin Herben. Hij studeerde pianoforte bij Patrick Cohen en besliste zich voortaan hoofdzakelijk op dit instrument toe te leggen.
In 2001 behaalde hij de Vierde prijs in het internationaal pianoforteconcours, in het kader van het Festival Musica Antiqua in Brugge. Hij behaalde ook de Eerste prijs pianoforte in het concours CNSM in Parijs. 
Voor kamermuziek stichtte hij het Trio Pantoum  (viool, cello, pianoforte). Het trio behaalde talrijke internationale prijzen zoals:
- Eerste prijs Boehringer Ingelheim
- Tweede prijs Ilzach
- Derde prijs Trapani (Italië)

Het trio trad op tijdens grote festivals, zoals La Roque-d'Anthéron, Festival Berlioz, Festival d'ILe-de-France, Festival des Midis Minimes (Brussel)
Cardinale gaf concerten als solist met orkest, met uitvoeringen van onder meer:
- Concerto in sol van Maurice Ravel (Salle Gaveau, Parijs)
- Derde concerto en Fantaisie voor koor, piano en orkest van Beethoven,
- Concerto in la groot van Mozart met de Camerata de France,

Hij speelt echter bij voorkeur kamermuziek.
Samen met cellist Florent Audibert nam hij de sonates van Brahms op, evenals de Fantasie-Stücke van Schumann en de integrale van het werk voor cello en piano van Gabriel Fauré.
Samen met Alexis Kossenko, Atsushi Sakai, Sébastien d’Hérin et Christophe Robert, stichtte hij Les Musiciens de Monsieur Croche die onder meer werk van Rameau uitvoerde. 
Rémy Cardinale speelt ook vaak met de sopraan Magali Léger en met de violiste Hélène Schmitt. Met deze laatste nam hij in juni 2010 op historische instrumenten werk op van Mozart en Beethoven.
Ook nog in 2010 stichtte hij samen met de fluitist Alexis Kossenko, L’Armée des Romantiques, een klein ensemble dat verder bestaat uit Magali Léger, bariton Alain Buet en cellist Emmanuel Balssa voor ontdekkingstochten doorheen het repertoire van de Franse romantische muziek. Ze treden regelmatig op in Parijs in Le Temple du foyer de l’âme.
Rémy Cardinale bezit een Erard piano uit 1895, het model dat in 1851 werd ontwikkeld en toen algemene bewondering verwekte.

## Discografie
- Johannes Brahms - sonates pour violoncelle & piano opus 38 & 99 , samen met Florent Audibert, 2000